# Patricia Ruiz de Irizar
Patricia Ruiz de Irizar (Pamplona, 27 de enero de 1970) es una cooperante navarra.

## Biografía
Nació en Pamplona en 1970. Es licenciada en Farmacia con la especialidad de Orientación Sanitaria. Realizó un master en Enfermedades Parasitarias Tropicales (1993) por la Universidad de Valencia y es diplomada en Salud Pública para Países en Desarrollo (Salud Internacional) (1997) por la Escuela Nacional de Salud del Ministerio de Sanidad. Master en Gestión de Organizaciones No Lucrativas por la Universidad Nacional Educación Distancia (UNED).

### Trayectoria profesional
Inició su trayectoria profesional en 1994 como coordinadora de un proyecto sobre gestión de medicamentos y control de cloración del agua en la República Democrática del Congo para la Asociación Farmacéuticos Sin Fronteras. Posteriormente, trabajó como administradora y coordinadora en diferentes proyectos de cooperación al desarrollo con varias ONGs, (Medicus Mundi, Médicos del Mundo y la Agencia Española de Cooperación Internacional) en Congo, Mauritania y Albania (1995-1998). Asimismo, fue directora de proyectos de la Comunidad del País Valenciano para Medicus Mundi (1999-2000), coordinadora del consorcio en la ONG Navarra-Huancavelica (2002-2003) y responsable de proyectos en la ONG Pro Perú (2003). También, trabajó en la administración y logística en la emergencia de Ébola en Sierra Leona en 2015 para la ONG Médicos del Mundo.
Desde 2004 hasta agosto de 2019 fue coordinadora en Navarra de la ONG Médicos del Mundo centrando su actividad en la atención a mujeres en situación de prostitución y víctimas de trata, prevención mutilación femenina, empoderamiento de la mujer africana, empleabilidad de mujeres africanas en Tudela, entre otras.
Destaca su papel de incidencia política y reclamación de derechos de las personas más vulnerables, especialmente en los ámbitos del acceso a la sanidad pública de la población migrante, el reconocimiento de la mutilación genital femenina como una forma de violencia de género en la legislación navarra, el reconocimiento de la prostitución como una forma de violencia de género en la legislación navarra, el reconocimiento de las víctimas de trata de explotación sexual en Navarra y la defensa de la cooperación al desarrollo.
Desde septiembre de 2019 es directora general de Políticas Migratorias del Gobierno de Navarra, siendo la primera mujer en el cargo.